# Ever Given
Ever Given é um navio porta-contêineres, operado pela empresa taiwanesa Evergreen Marine. O navio ficou conhecido após ter encalhado no Canal de Suez em 23 de março de 2021, interrompendo completamente o fluxo no canal.

## Características Gerais
Construído em 2015, o navio tem 400 metros de comprimento, 59 metros de largura e pode transportar até 20 mil contêineres de 6 metros.

### Descrição
Ever Given é um dos 13 navios porta-contêineres construídos com o projeto Imabari 20000 desenvolvido pela Imabari Shipbuilding. Com um comprimento total de 399,94 metros, é um dos navios mais longos em serviço. Seu casco tem um feixe de 58,8 metros, profundidade de 32,9 metros e um calado totalmente carregado de 14,5 metros. Ever Given tem uma tonelagem bruta de 220 940; tonelagem líquida de 99 155; e porte bruto de 199 629 toneladas. A capacidade do contêiner do navio é 20 124 TEU.
Como a maioria dos grandes navios porta-contêineres, o motor principal é um diesel de dois tempos de baixa velocidade. É um motor reto de 11 cilindros, fabricado sob licença Mitsui - MAN B&W 11G95ME-C9. Acoplado a uma hélice de passo fixo, é avaliado em 59 300 kW (79 500 cavalos de potência) a 79 rpm e dá ao navio uma velocidade de serviço de 22,8 nós (42,2 km/h). A embarcação também possui quatro geradores auxiliares a diesel 8 Yanmar 8EY33LW em linha reta. Para manobrar em portos, Ever Given tem dois propulsores de proa de 2 500 kW (3 400 HP).

## Serviço

### Encalhe no Canal de Suez
No dia 23 de março de 2021, às 07h40 do horário local (UTC+2), o navio encalhou durante a travessia do Canal de Suez, durante uma viagem entre o porto de Tanjung Pelepas, na Malásia, e o Porto de Roterdão, nos Países Baixos. De acordo com a empresa responsável pela operação do navio, uma forte rajada de vento teria sido responsável pelo acidente, causando o navio a virar de lado e obstruindo completamente o tráfego no canal.
Em 29 de março de 2021, o navio foi totalmente desencalhado do canal de Suez.